# Enrico Poggi
Enrico Massimo Carlo Maria Poggi (Génova, 30 de enero de 1908-Génova, 16 de octubre de 1976) fue un deportista italiano que compitió en vela en la clase 8 Metre. Fue hermano del también regatista Luigi Poggi.
Participó en tres Juegos Olímpicos de Verano entre los años 1936 y 1952, obteniendo una medalla de oro en Berlín 1936 en la clase 8 Metre.

## Palmarés internacional
| Juegos Olímpicos | Juegos Olímpicos  | Juegos Olímpicos | Juegos Olímpicos |
| Año              | Lugar             | Medalla          | Clase            |
| ---------------- | ----------------- | ---------------- | ---------------- |
| 1936             | Berlín (Alemania) | Medalla de oro   | 8 Metre          |